# Kuki (raper)
Kuki, właśc. Kamil Rymaszewski (ur. 1990 w Legnicy) – polski raper. Swoją karierę rozpoczął w 2010 roku.
Współpracował ze Snuff MuSick Entertainment, kolektywem zrzeszającym raperów zajmujących się horrorcore'em, wicked shitem i pochodnymi gatunkami. Występuje w duecie z Madafaką w zespole o nazwie 2NP (znani także jako „Najebani Na Pogrzebie”).

## Dyskografia

### Albumy
- 2011: Bazar styli (jako 2NP)[6]
- 2015: Same bangery (jako 2NP)[7]
- 2016: Andrzej (jako 2NP)[8]
- 2017: Summertime Holocaust[9]
- 2019: Nadzieja (jako 2NP)[10]
- 2019: Summertime Holocaust vol 2
- 2021: Summertime Holocaust vol 3[11]
- 2022: Wszystko jedno (jako 2NP)[12]
- 2023: Turcja (jako 2NP)[13]
- 2023: Pocztówka z Choroszczy (EP)[14]
- 2023: Trasztok[15]
- 2025: Summertime Holocaust Vol 4[16]

### Certyfikowane single
- 2019: „Wakacyjne pierdolenie twojej starej na basenie” – złota płyta[17]
- 2019: „Kolonia specjalna” – złota płyta[18]
- 2019: „Ciepłe dranie” – złota płyta[18]
- 2021: „Zgon przy porodzie” – złota płyta[18]